# Maurizio Galli
Maurizio Galli (Soresina, 21 novembre 1936 – Cremona, 1º giugno 2008) è stato un vescovo cattolico italiano.

## Biografia
Nacque a Soresina, in provincia e diocesi di Cremona, il 21 novembre 1936. Crebbe nella parrocchia di Sant'Agata a Cremona.

### Formazione e ministero sacerdotale
Dopo aver ottenuto nel 1956 il diploma di maturità classica presso il liceo ginnasio statale "Daniele Manin" di Cremona, entrò nel seminario diocesano, dove seguì i corsi teologici.
Il 27 maggio 1961 fu ordinato presbitero per la diocesi di Cremona.
Dopo l'ordinazione fu assistente diocesano dei fanciulli di Azione Cattolica, dal 1961 al 1969; al contempo continuò gli studi fino ad ottenere la laurea in lettere classiche, nel 1970, presso l'Università Cattolica del Sacro Cuore di Milano. Nel 1964 fu nominato vicario parrocchiale di San Michele Vetere a Cremona, dove rimase fino al 1978, e assistente ecclesiastico dell'ASCI, poi AGESCI (Associazione Guide e Scouts Cattolici Italiani); dal 1976 fu anche vice assistente diocesano di Azione Cattolica e, dal 1978, animatore degli studenti di teologia del seminario diocesano.
Il 15 settembre 1982 il vescovo Fiorino Tagliaferri lo chiamò al ruolo di rettore del seminario diocesano di Cremona, lasciando così i precedenti incarichi.

### Ministero episcopale
Il 2 aprile 1998 papa Giovanni Paolo II lo nominò vescovo di Fidenza; succedette a Carlo Poggi, deceduto il 7 settembre 1997. Il 2 maggio seguente ricevette l'ordinazione episcopale, nella cattedrale di Cremona, da Giulio Nicolini, vescovo di Cremona, co-consacranti Giuseppe Amari, vescovo emerito di Verona, e Fiorino Tagliaferri, vescovo emerito di Viterbo. Il 7 giugno seguente prese possesso della diocesi.
Il 28 giugno 2007 il sindaco di Fidenza Giuseppe Cerri gli consegnò la cittadinanza onoraria.
Il 30 giugno seguente, con atto di "eroica obbedienza" verso le alte gerarchie ecclesiastiche italiane che - per timore d'una malattia degenerativa della mente - ne sollecitarono le dimissioni, formalmente mai presentate, lasciò la guida pastorale della diocesi di Fidenza.
Da vescovo emerito si ritirò a Cremona. Sottopostosi nel novembre 2007 a Milano a una delicata operazione chirurgica per l'asportazione di una neoplasia al cervello, morì presso la casa di cura "Ancelle della Carità" di Cremona alle 8:15 del 1º giugno 2008, all'età di 71 anni.
Il rito funebre fu celebrato il 3 giugno nella cattedrale di Cremona, presieduto dal vescovo Dante Lafranconi e concelebrato, oltre che dal clero cremonese, dai vescovi Carlo Mazza di Fidenza, Oscar Cantoni di Crema, Claudio Baggini di Vigevano, Roberto Busti di Mantova, Lino Pizzi di Forlì-Bertinoro e Angelo Mascheroni, ausiliare di Milano; al termine la salma fu traslata a Fidenza, dove, dopo l'esposizione per l'omaggio dei fedeli, si tenne il 4 giugno una seconda messa esequiale con la partecipazione del cardinale Carlo Caffarra, arcivescovo di Bologna. Fu sepolto nella cripta della cattedrale di Fidenza, nell'arca dei vescovi, opera dello scultore cremonese Pietro Farraroni.
Il 2 dicembre 2009 nel salone "Bonomelli" del seminario diocesano di Cremona è stato presentato il libro Maurizio Galli. Uomo d'eccellenza, dedicato al sacerdote cremonese.

## Genealogia episcopale
La genealogia episcopale è:
- Cardinale Scipione Rebiba
- Cardinale Giulio Antonio Santori
- Cardinale Girolamo Bernerio, O.P.
- Arcivescovo Galeazzo Sanvitale
- Cardinale Ludovico Ludovisi
- Cardinale Luigi Caetani
- Cardinale Ulderico Carpegna
- Cardinale Paluzzo Paluzzi Altieri degli Albertoni
- Papa Benedetto XIII
- Papa Benedetto XIV
- Papa Clemente XIII
- Cardinale Enrico Benedetto Stuart
- Papa Leone XII
- Cardinale Chiarissimo Falconieri Mellini
- Cardinale Camillo Di Pietro
- Cardinale Mieczysław Halka Ledóchowski
- Cardinale Jan Maurycy Paweł Puzyna de Kosielsko
- Arcivescovo Józef Bilczewski
- Arcivescovo Bolesław Twardowski
- Arcivescovo Eugeniusz Baziak
- Papa Giovanni Paolo II
- Vescovo Giulio Nicolini
- Vescovo Maurizio Galli